# Quintal (Haute-Savoie)
Pour les articles homonymes, voir Quintal.
Quintal est une commune française située dans le département de la Haute-Savoie, en région Auvergne-Rhône-Alpes.

## Géographie

### Localisation
Au sud-sud-est de la commune se trouve le massif du Semnoz. Le village est à la limite du bassin de l'agglomération d'Annecy au nord et du pays de l'Albanais au sud dont il faisait historiquement partie.

### Climat

#### Voies de communication et transports
Le village est traversé par la route d'Annecy qui relie le stade de neige du Semnoz à la ville d'Annecy. Une autre route relie le village aux communes de Balmont et de Viuz-la-Chiésaz. Quintal est aussi relié à l'autoroute A41 mettant Genève à 30 minutes en voiture.
La commune est reliée au réseau de transport annécien Sibra par la ligne 23, ligne secondaire qui est exploitée par le sous-traitant Transdev Bassin Annécien. Des stations de vélos permettent la location en libre service de vélos électriques.

## Urbanisme

### Typologie
Au 1er janvier 2024, Quintal est catégorisée bourg rural, selon la nouvelle grille communale de densité à sept niveaux définie par l'Insee en 2022.
Elle est située hors unité urbaine. Par ailleurs la commune fait partie de l'aire d'attraction d'Annecy, dont elle est une commune de la couronne,. Cette aire, qui regroupe 79 communes, est catégorisée dans les aires de 200 000 à moins de 700 000 habitants,.

#### Morphologie urbaine
La commune possède plusieurs hameaux.

#### Logement
- Maison de retraite de 85 lits.
- Un des deux centres de séjour pour enfants de l'agglomération d'Annecy.

## Toponymie
Quintal, situé à cinq milles romains d'Annecy, l'ancienne « Boutae », devait abriter à l'époque romaine, une borne milliaire, la cinquième, du latin « quintilius ». Vers 1344, on trouve la référence « Cura de Quintaz ».
En francoprovençal, le nom de la commune s'écrit Kintâ, selon la graphie de Conflans.

## Histoire
La seigneurie de Quintal appartient du XIVe siècle (v. 1302) jusqu'au XVIIe siècle à l'évêché du Puy-en-Velay. Le 23 septembre 1641, Noble Jean-François Garnerin, conseiller d'État au Sénat de Savoie, contrôleur général des finances du duché de Savoie, acquiert la seigneurie,.
Au printemps de l'année 1796, devant doter l'église d'une cloche qui avait été détruite durant la Terreur, Antoine Paccard, élu maire en 1795, fait appel à un maître fondeur itinérant, Jean Baptiste Pitton, originaire de Carouge. La nouvelle cloche porte pour inscription « Si je survis à la Terreur c'est pour annoncer le bonheur ». Elle est définitivement installée avec la mise du Concordat.

## Politique et administration
La commune de Quintal est membre de Grand Annecy.
| Période                                  | Période  | Identité        | Étiquette | Qualité                                     |
| ---------------------------------------- | -------- | --------------- | --------- | ------------------------------------------- |
| janvier 1795                             | ...      | Antoine Paccard | ...       | Fondateur de la fonderie de cloches Paccard |
| 2001                                     | mai 2013 | Michel Delattre | ...       | ...                                         |
| mai 2013                                 | En cours | Patrick Bosson  | ...       | ...                                         |
| Les données manquantes sont à compléter. |          |                 |           |                                             |

## Démographie
Ses habitants sont appelés les Quintalises et les Quintalis.
L'évolution du nombre d'habitants est connue à travers les recensements de la population effectués dans la commune depuis 1793. Pour les communes de moins de 10 000 habitants, une enquête de recensement portant sur toute la population est réalisée tous les cinq ans, les populations de référence des années intermédiaires étant quant à elles estimées par interpolation ou extrapolation. Pour la commune, le premier recensement exhaustif entrant dans le cadre du nouveau dispositif a été réalisé en 2008.

En 2022, la commune comptait 1 252 habitants, en évolution de +2,29 % par rapport à 2016 (Haute-Savoie : +6,01 %, France hors Mayotte : +2,11 %).
| 1793 | 1800 | 1806 | 1822 | 1838 | 1848 | 1858 | 1861 | 1866 |
| ---- | ---- | ---- | ---- | ---- | ---- | ---- | ---- | ---- |
| 192  | 225  | 240  | 252  | 258  | 339  | 323  | 319  | 334  |

| 1872 | 1876 | 1881 | 1886 | 1891 | 1896 | 1901 | 1906 | 1911 |
| ---- | ---- | ---- | ---- | ---- | ---- | ---- | ---- | ---- |
| 352  | 359  | 331  | 326  | 317  | 302  | 289  | 294  | 276  |

| 1921 | 1926 | 1931 | 1936 | 1946 | 1954 | 1962 | 1968 | 1975 |
| ---- | ---- | ---- | ---- | ---- | ---- | ---- | ---- | ---- |
| 244  | 258  | 231  | 213  | 186  | 201  | 205  | 200  | 468  |

| 1982 | 1990 | 1999 | 2006  | 2008  | 2013  | 2018  | 2022  | - |
| ---- | ---- | ---- | ----- | ----- | ----- | ----- | ----- | - |
| 594  | 692  | 882  | 1 074 | 1 129 | 1 211 | 1 253 | 1 252 | - |

## Évènements
- En août, l'association Musique et Nature, organise en collaboration avec le parc naturel des Bauges, les communes d'accueil (dont fait partie Quintal) et les paroisses du massif, le festival de Musique et Nature (13e édition en 2011).

## Économie
- Commune rurale : on compte actuellement deux fermes en activité sur le village.
- Artisans : quelques artisans sont installés à Quintal, pour la plupart des peintres mais aussi un potier.
- Petits commerces : en 2007 a été ouvert un bar restaurant à côté de la salle des Fêtes appelé « L'auberge de Quintal ». On peut trouver aussi un dépôt de pain juste à côté.
- Le centre aéré de Quintal (26 employés occasionnels) peut recevoir 110 enfants de l'agglomération d'Annecy lors de chacune des vacances scolaires et d'été.
- Emplois : beaucoup d'habitants ont un emploi dans l'agglomération d'Annecy. L'importante zone commerciale du Val Semnoz et de la route de Chambéry est à quelques kilomètres.

## Culture et patrimoine

### Lieux et monuments
- Château de Quintal ; ancienne maison forte, du XIe siècle, qui se dresse à l'extrémité sud du chef-lieu.
- Église de la Visitation-de-Notre-Dame du XIe siècle, la plus vieille de Haute-Savoie. Inscrite aux Monuments historiques depuis 1986[15].
- La Chapelle Notre-Dame de Bon Secours, dite des Vernettes, située sur le chemin des Vernettes, édifiée entre 1839 et 1841, dotée d'une cloche de 1851 de Nicolas Beauquis, la chapelle est propriété de la commune depuis 1905 et rénovée en 1974 grâce à une donation privée[16],[17].
- Plusieurs croix de chemins parsèment le territoire de la commune, comme la Croix ronde, croix de calcaire de la deuxième moitié du XIXe siècle au centre du bourg[18].
- Plusieurs chemins quittent les routes et s'enfoncent dans la forêt, notamment le Chemin de Sainte-Catherine qui permet l'accès aux grottes[19].

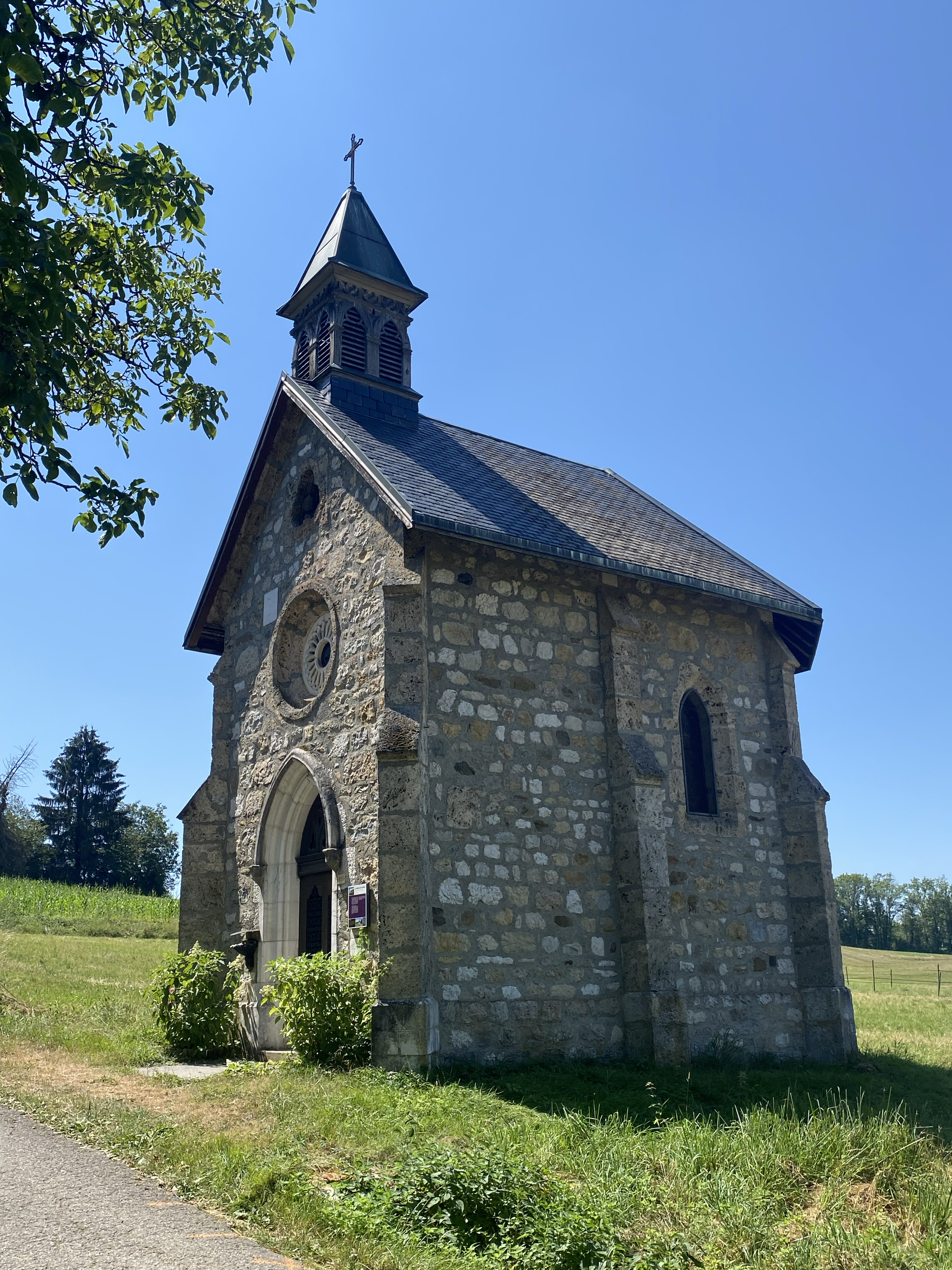
La chapelle des Vernettes, datant du XIXe siècle
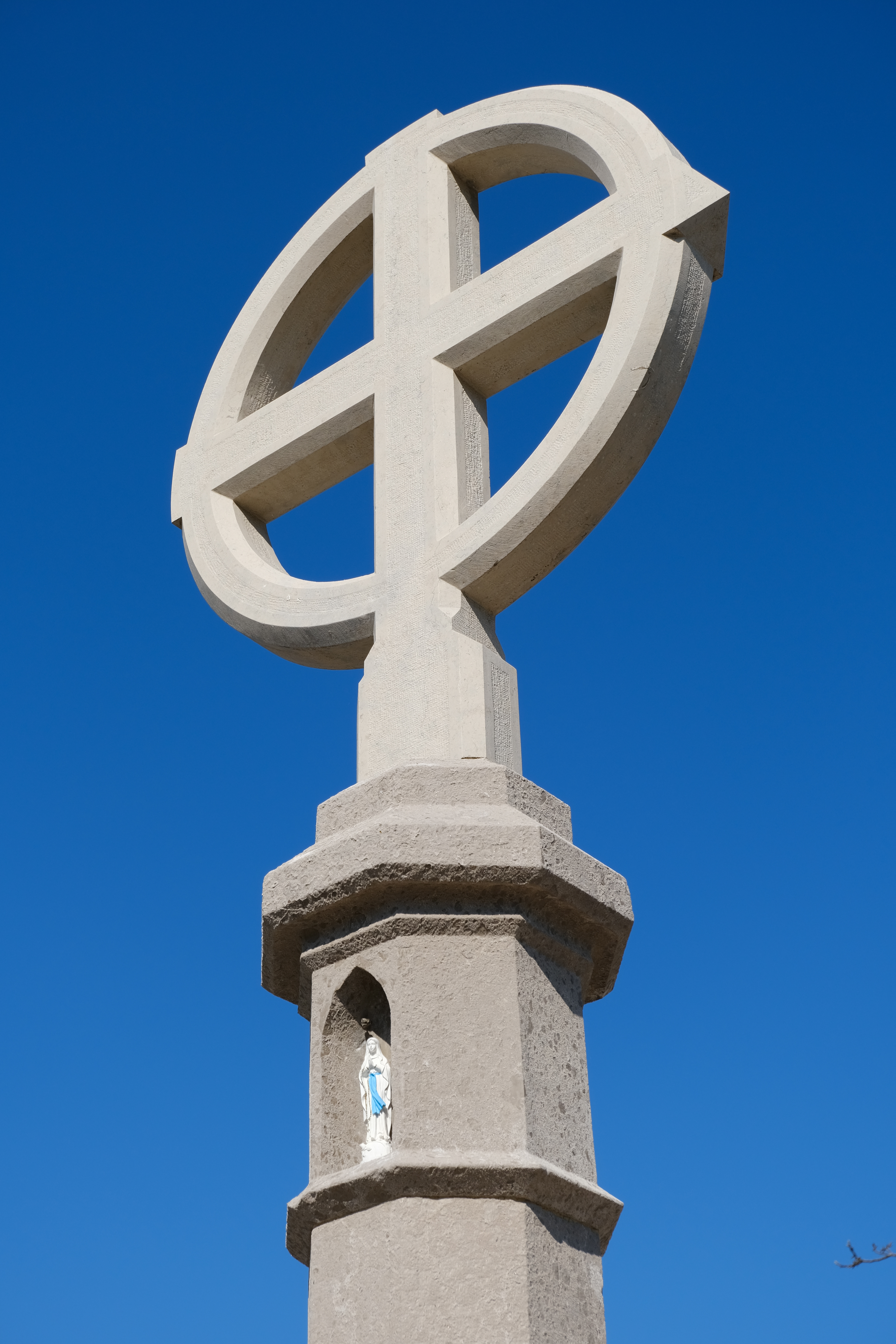
La Croix ronde.
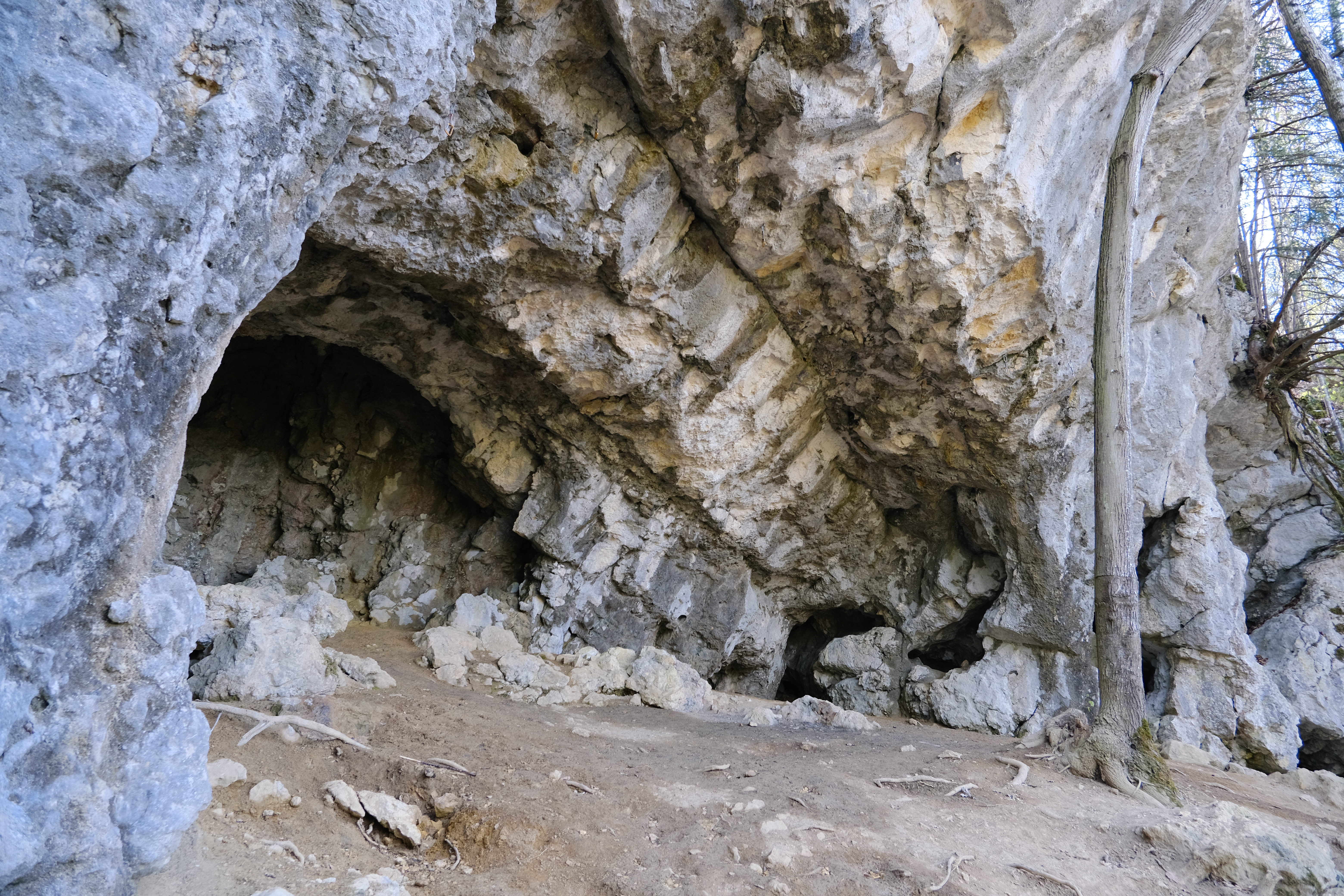
Les grottes de Quintal.

### Personnalités liées à la commune
- La famille de Bertrand porta le titre de baron de Quintal.
- Antoine Paccard, fondateur de la fonderie de cloches.
- Aurélien Angelloz-Nicoud, habitant de Quintal a été reconnu meilleur apprenti de France en ferronnerie d'art en 2008.

### Héraldique
| Blason de Quintal | Blason  | De gueules au sautoir d'argent chargé de cinq étoiles d'or et cantonné de quatre coquilles du même. |
| Blason de Quintal | Détails | Le blason de la commune reprend les armes de la famille Quintal, originaire de Grésy-sur-Isère, en modifiant toutefois la couleur sable (noir) pour de l'or (jaune). Celui-ci a été réalisé en 1982 par une jeune étudiante des Beaux-Arts de Saint-Etienne, Corinne Feuillat. * Il y a là non-respect de la règle de contrariété des couleurs : ces armes sont fautives (argent et or. Armes à enquerre ). Le statut officiel du blason reste à déterminer. |